# Alchemilla oriturcica
Alchemilla oriturcica é uma espécie de rosácea do gênero Alchemilla, pertencente à família Rosaceae.